# IHK Helsinki
Itä-Helsingin Kiekko – abgekürzt IHK – ist ein Eishockeyverein aus Helsinki, Finnland, dessen Fraueneishockeymannschaft an der Naisten SM-sarja – der höchsten finnischen Liga teilnahm.
Der Verein wurde 1974 gegründet. Unter seinem Dach gibt es Herren-, Frauen- und Nachwuchsmannschaften. Früher arbeitete der Verein mit dem EHC Helsinki zusammen, als dieser an der Suomi-sarja teilnahm.